# Obwodny-Kanal

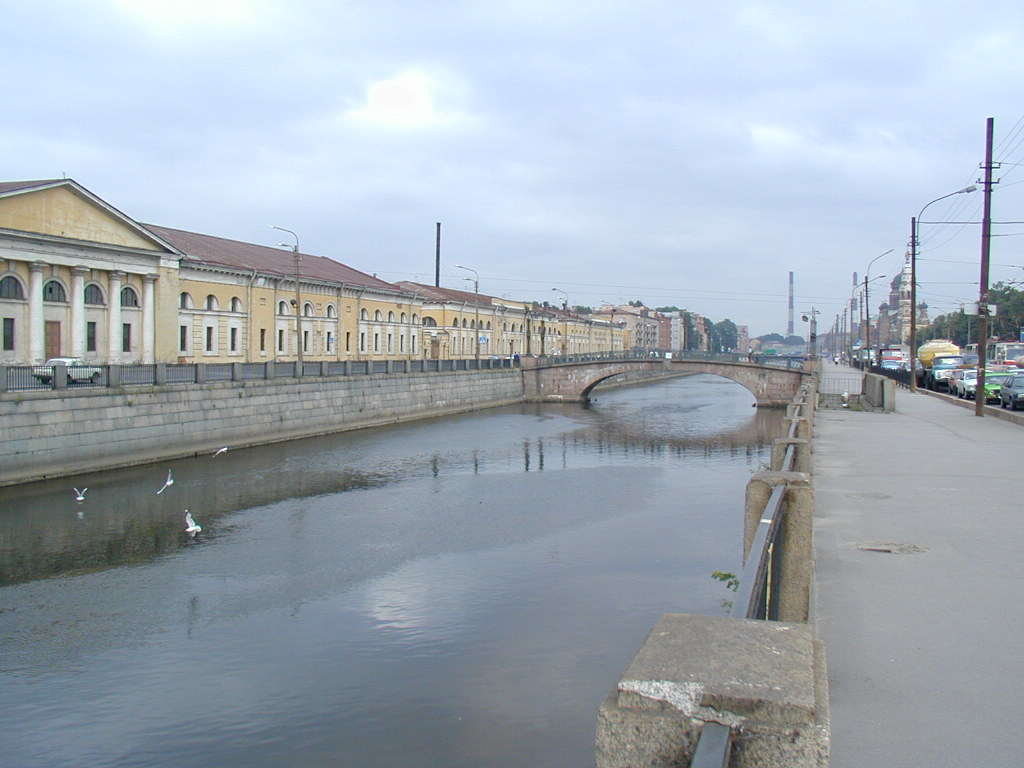
Der Obwodny-Kanal in der Nähe des Warschauer Bahnhofs

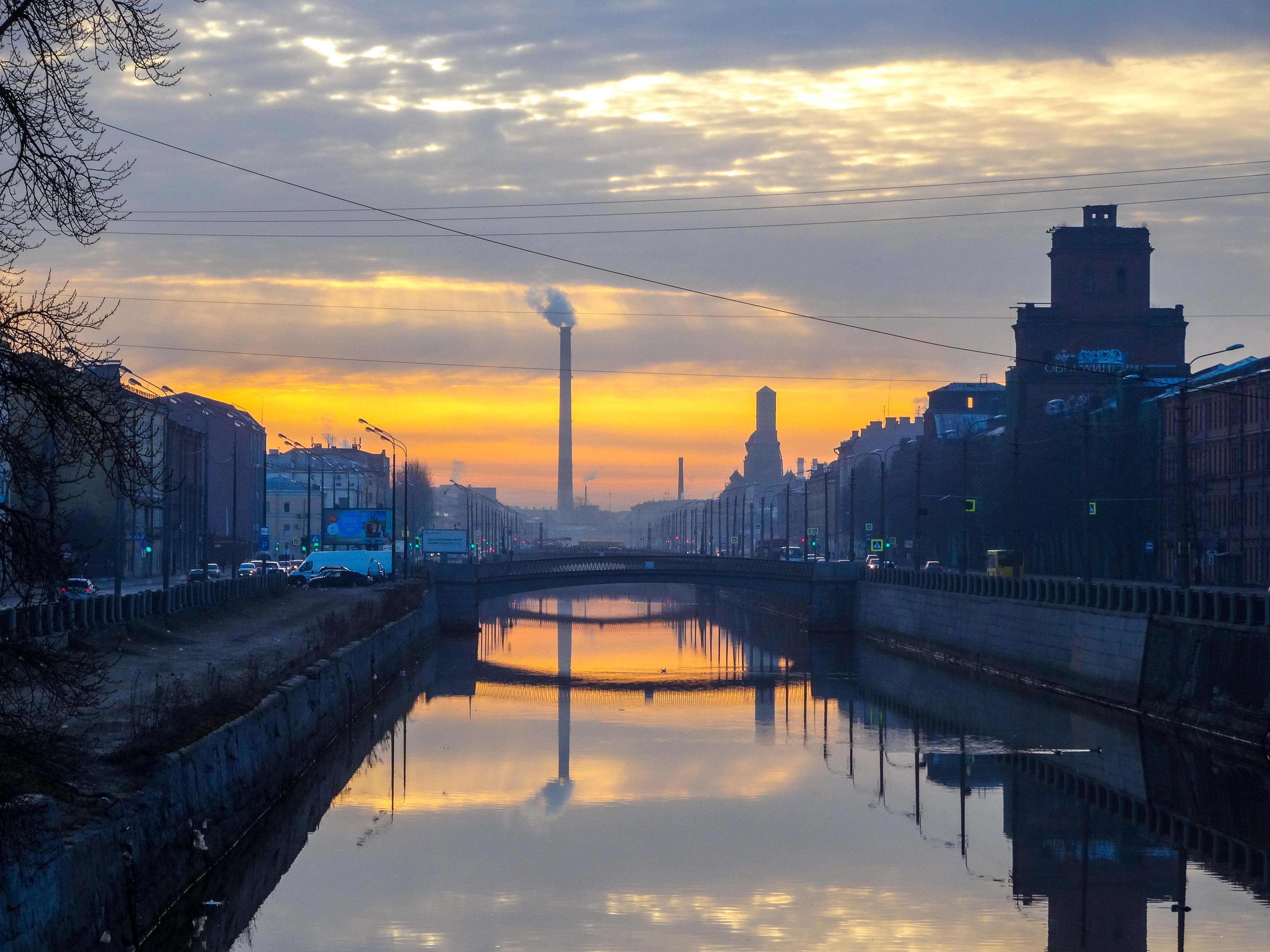
Blick auf den Obvodny-Kanal von der Novo-Kalinkin-Brücke. April 2016

Der Obwodny-Kanal (russisch Обводный канал) ist der größte Kanal von Sankt Petersburg in Russland. Er verbindet die Newa mit dem Fluss Jekateringofka.
Der Kanal ist 8,08 km lang und 21,3 m breit (im östlichen Teil bis 42,6 m). Seine Tiefe beträgt bis zu 3 m.
Er wurde ursprünglich zur Verteidigung der Stadt gegen das Hochwasser in den Jahren 1769 bis 1780 angelegt. 1805 wurde er verlängert und vergrößert, von 1835 bis Anfang des 20. Jahrhunderts war er schiffbar.